# Barbas de baleia

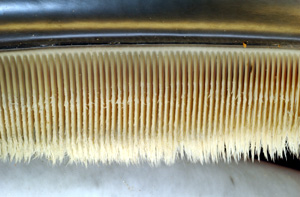
Cerdas bucais

As barbas, também conhecidas como barbatanas, são longas placas flexíveis de queratina (o mesmo material de que são feitas as unhas e o cabelo) organizadas em duas filas na maxila superior da boca das baleias da sub-ordem Mysticeti — os cetáceos sem dentes — que servem como aparelho de alimentação por filtragem.
Estas placas são uma modificação da epiderme e, além da queratina, contêm ainda pequenas quantidades de um mineral próprio dos ossos, a hidroxiapatite, assim como de manganésio, cobre, boro, ferro e cálcio.
Dependendo da espécie, uma placa das cerdas pode ter 0,5 a 3,5 metros de comprimento.
Antes da invenção do plástico, as cerdas eram usadas na construção de guarda-chuvas e nas cintas e corpetes das mulheres.